# Modelarstwo szybowcowe
Modelarstwo szybowcowe - dziedzina modelarstwa, w której do latania używa się modeli bez napędu. Lot odbywa się na zasadzie ślizgu. Modele szybowców wykorzystują prądy konwekcyjne w atmosferze do unoszenia się. Nie wymagają one napędu, co zmniejsza zużycie energii i pozwala na kilkugodzinne (w dogodnych warunkach) latanie. Co roku odbywają się mistrzostwa Polski i świata w modelarstwie szybowcowym. Zależnie od kategorii są to zawody szybowców termicznych, czyli latających na prądach konwekcyjnych, szybowców do latania na zboczu (szybkich i ciężkich), modeli wolnolatających.

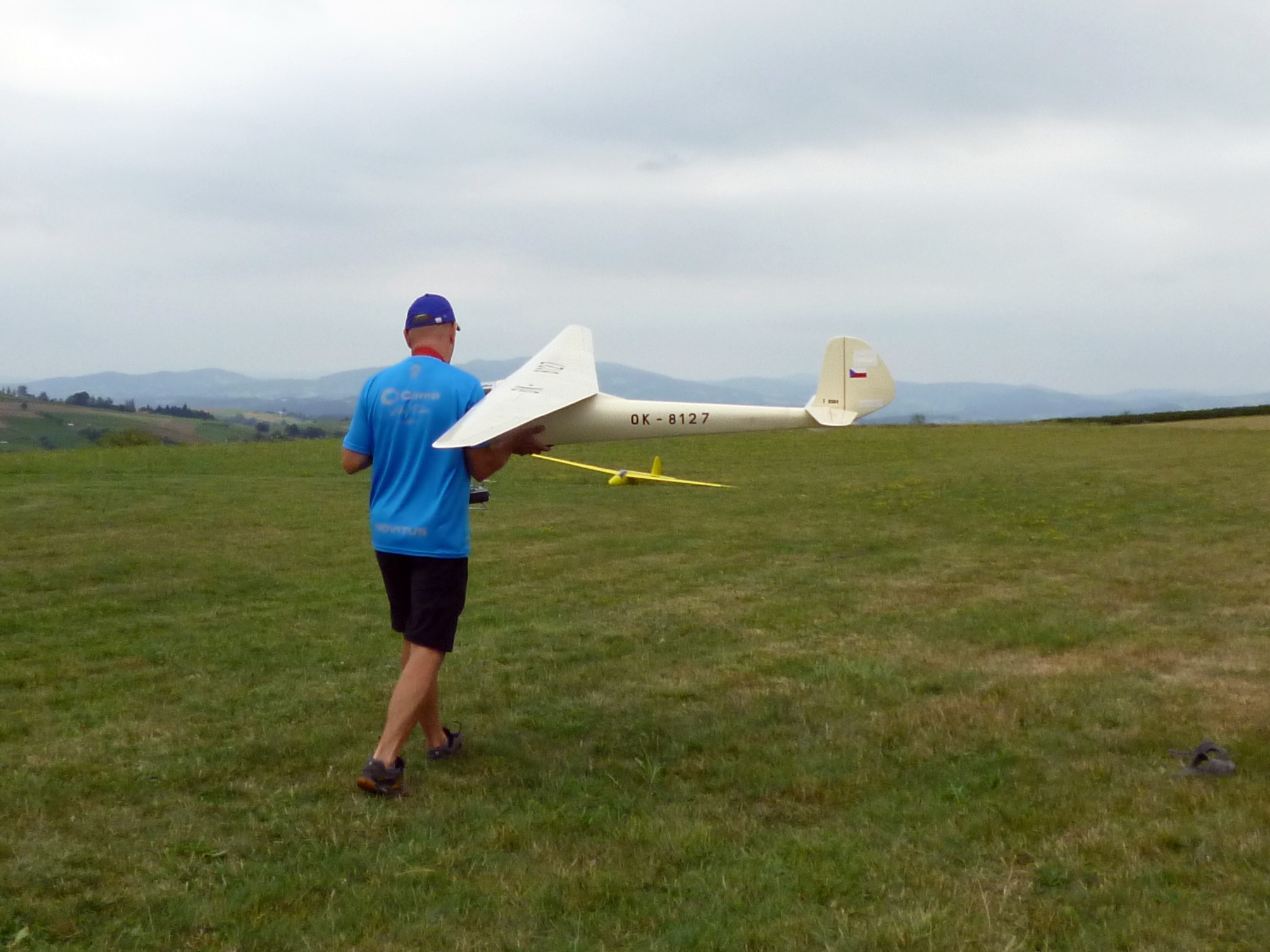
Modelarz z szybowcem na zawodach makiet szybowców zdalnie sterowanych.